# Улица Чернышевского (Воронеж)
Улица Чернышевского — улица в исторической части Воронежа (Центральный район), проходит от улицы Софьи Перовской до улицы Карла Маркса. Протяжённость улицы около 670 метров.

## История

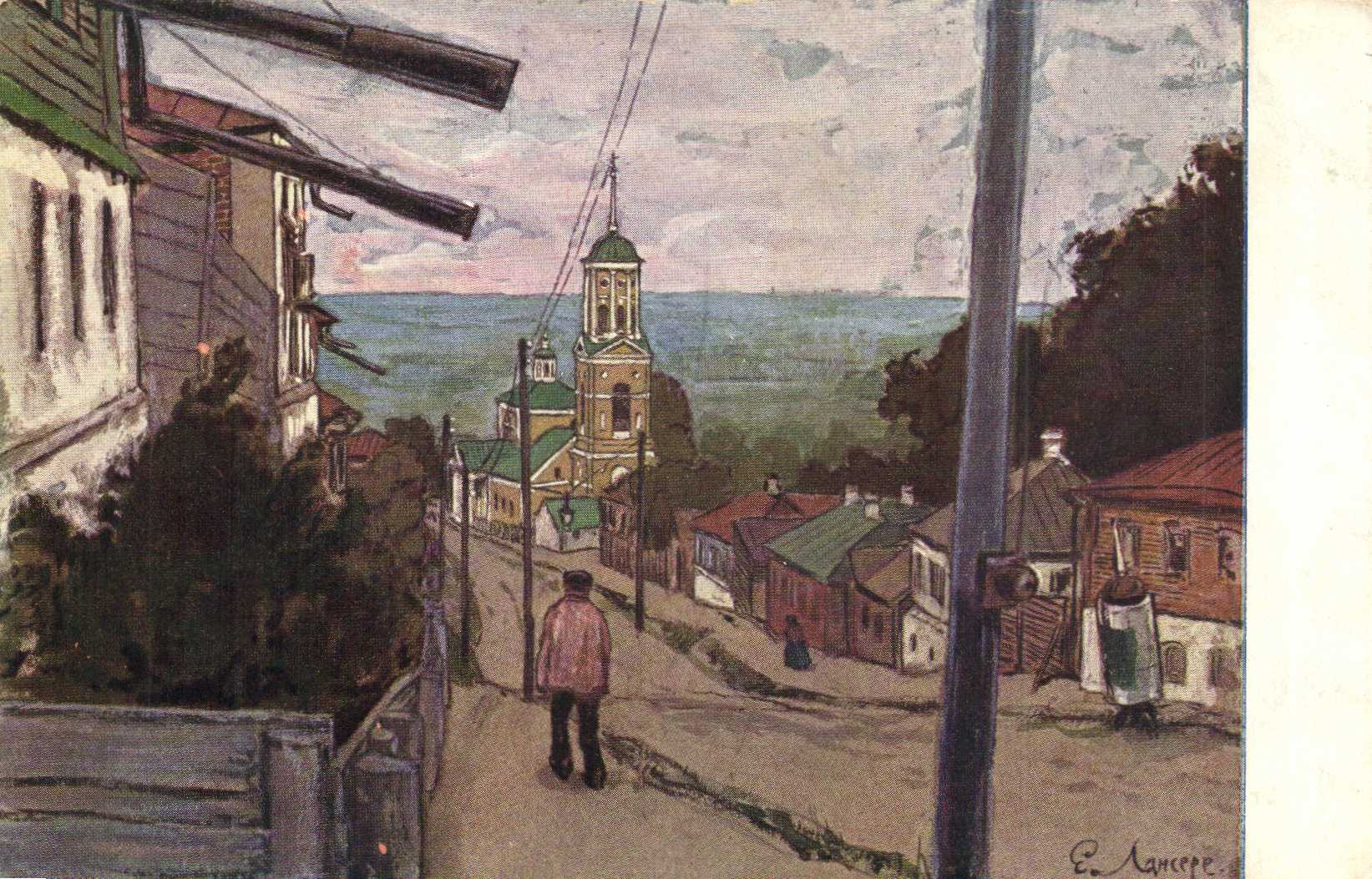
Уголок провинциального города (Воронеж). Картина Е. Е. Лансере

Существовала уже к концу XVIII века, служила одним из главных городских спусков к реке Воронеж. В 1773 году город был опустошён катастрофическим пожаром. По генеральному плану 1774 года, составленному комиссией архитектора И. Е. Старова, предполагалась масштабная перестройка города с изменением трассировки улиц, но эта улица была лишь незначительно спрямлена.
Размываемая в дожди, во время таяния снега, в 20-х годах XIX века улица была замощена, в начале улицы были возведены подпорные стены, а через овраг возведён Каменный мост.
Историческое название — Богословская — улица получила по церкви Иоанна Богослова, находившейся на пересечении улицы с нынешними улицей Таранченко и улицей Софьи Перовской. Храм был построен в середине XVIII века и, простояв 200 лет, был разобран в конце 1960-х годов.
Современное название улицы, с 1918 года, в честь русского писателя и революционера-демократа Н. Г. Чернышевского (1828—1889).

## Известные жители
Улица — родина русского поэта Ивана Савича Никитина (1824—1861). Здесь прошли первые годы его жизни, здесь, в церкви Иоанна Богослова, его окрестили.

## Достопримечательности
- Флигель Герасимова
- Каменный мост

## Галерея

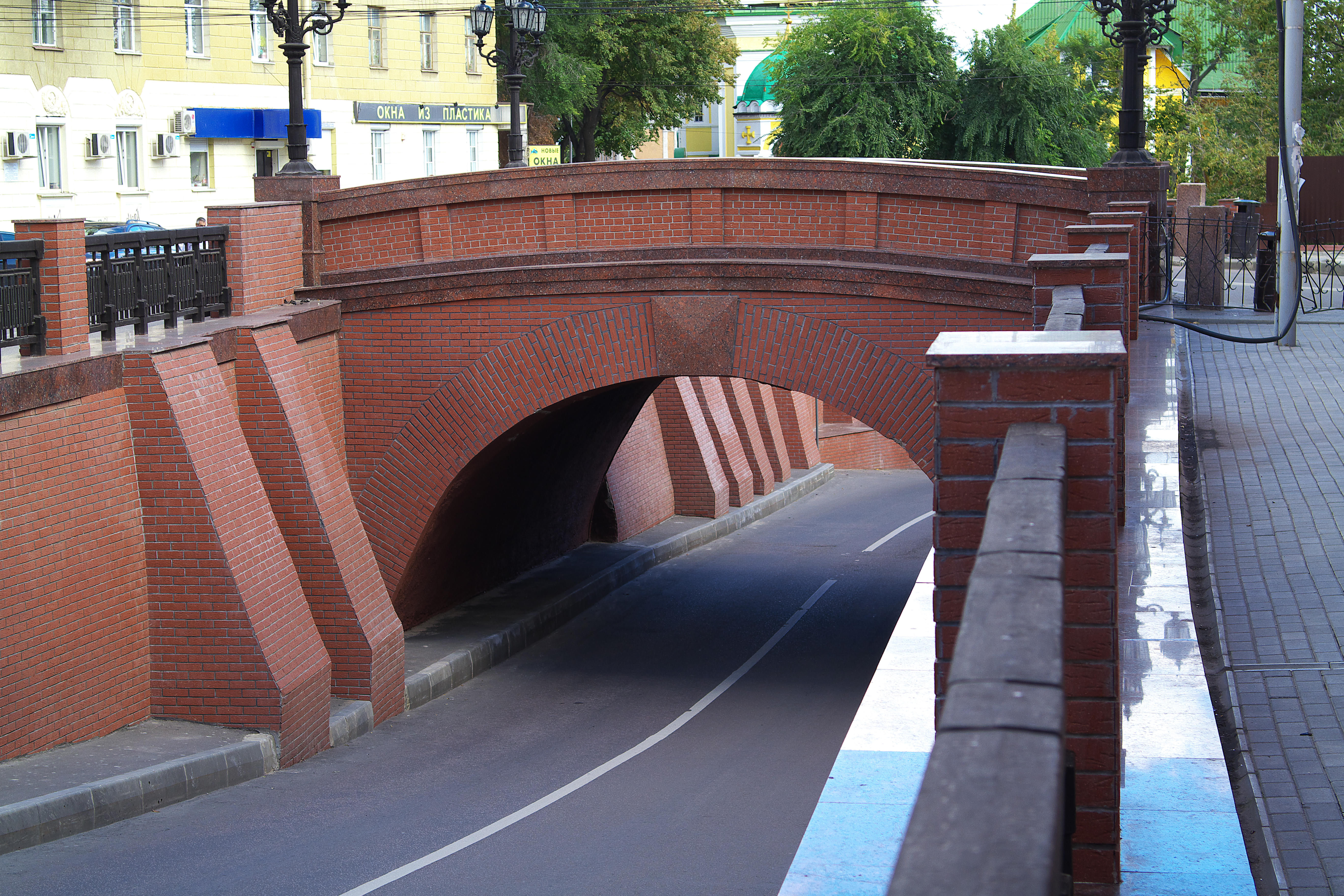
Каменный мост. Вид от улицы Орджоникидзе
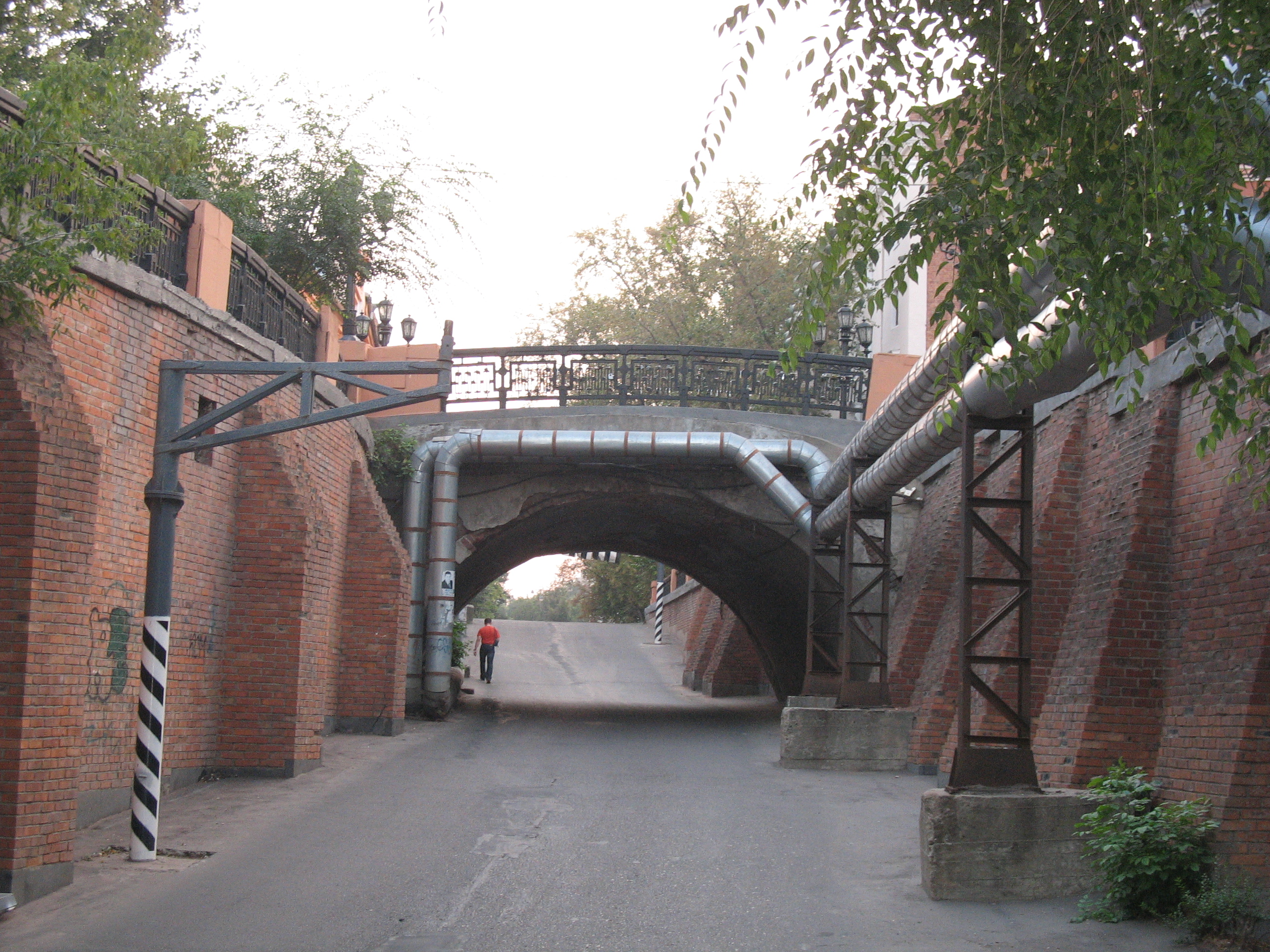
Каменный мост. Вид к улице Орджоникидзе